# Issam Nima
Issam Nima, född 8 april 1979, är en algerisk friidrottare. Han deltog vid olympiska sommarspelen 2008 och olympiska sommarspelen 2012.